# Данијел Маклелан
Данијел Орин Маклелан (Западна Вирџинија, 23. јул 1980) је амерички библијски научник и јавни истраживач Библије и религије. Члан је Цркве Исуса Христа светаца последњих дана (ЛДС црква) и активно дели своје ставове на друштвеним мрежама. Године 2023. добио је Ричардсову награду за јавно научно ангажовање, коју додељује Друштво за библијску литературу.

## Биографија
Данијел (Ден) Маклелан рођен је 23. јула 1980. године и пореклом је из Западне Вирџиније. Од 2006. године је у браку и има три ћерке.

### Образовање и академска каријера
Од 2013. до 2023. године, Маклелан је радио као супервизор за превођење светих списа у Цркви Исуса Христа светаца последњих дана. Дипломирао је студије древног Блиског истока на Универзитету Бригам Јанг, са споредном специјализацијом из класичног грчког језика. Магистрирао је јеврејске студије на Универзитету у Оксфорду, као и библијске студије на Универзитету Тринити Вестерн.
Докторат је стекао 2020. године на Универзитету у Ексетеру, где је под менторством Франческе Ставракопулу писао дисертацију. Године 2022. објавио је ревидирану верзију своје дисертације под насловом YHWH’s Divine Images: A Cognitive Approach. Његова формална академска експертиза обухвата јудаизам доба Другог храма, рану израилску религију, когнитивну науку о религији и текстуалну критику хебрејске Библије.

#### Друштвене мреже
Од 2021. године, Маклелан је активан на друштвеним мрежама, где се бави разобличавањем дезинформација везаних за академско проучавање Библије и религије. Држи онлајн часове, ко-води подкаст Data Over Dogma, а такође је активан на ТикТоку, Инстаграму, Јутјубу и X. На ТикТоку је стекао популарност тако што „стичује ”видео-снимке који садрже погрешна тумачења Библије.

### Политичка каријера
Маклелан се два пута кандидовао за јавну функцију у Јути, али је у оба наврата изгубио од актуелних носилаца функције. Први пут се кандидовао за Представнички дом Јуте 2018. године, освојивши 33,5% гласова. Године 2020. кандидовао се за Сенат Јуте и добио 34,8% гласова. Од 2025. године регистрован је као демократа, иако је у прошлости повремено гласао за републиканце.

## Публикације

### Тезе
- McClellan, Daniel O (December 2013). "You Will be Like the Gods": The Conceptualization of Deity in the Hebrew Bible in Cognitive Perspective (PDF) (Master of Arts in Biblical Studies thesis). British Columbia, Canada: Trinity Western University, Library and Archives Canada = Bibliothèque et Archives Canada. . ISBN 9780499255105. OCLC 1019486334. Недостаје или је празан параметар |title= (помоћ).
- McClellan, Daniel O (18 May 2020). Deity and Divine Agency in the Hebrew Bible: Cognitive Perspectives (PhD in Theology and Religion thesis). UK: University of Exeter.

### Друге публикације
- McClellan, Daniel O. (7 May 2015). Psalm 82 in Contemporary Latter-day Saint Tradition (1st ed.). The Interpreter Foundation.
- McClellan, Daniel O. YHWH's Divine Images: A Cognitive Approach.Ancient Near East Monographs. Atlanta, GA, USA: Society of Biblical Literature. 2022. ISBN 978-1628374384. OCLC 1345581122..

### Књиге
- McClellan, Daniel (2018). „Religion and Description”. Method Today: Redescribing Approaches to the Study of Religion. Humanities Commons. ISBN 978-1-78179-568-2. doi:10.17613/vybm-9p24.
- McClellan, Daniel (2019), Blumell, Lincoln (ed.), "The Use of the Old Testament in the New Testament." (PDF), New Testament History, Culture, and Society: A Background to the Texts of the New Testament., BYU Religious Studies Center: 497–513.
- McClellan, Daniel (2022). „'Go Ye and Learn What That Meaneth': Mercy and the Law in the Old Testament's Prophetic Literature and in the Gospels”. Humanities Commons. doi:10.17613/aw8k-9d82. Недостаје или је празан параметар |title= (помоћ)
- McClellan, Daniel (2021). „Forming Divine Bodies in the Hebrew Bible”. Life and Death: Social Perspectives on Biblical Bodies. Bloomsbury Academic. ISBN 978-0-567-65672-8. doi:10.17613/atkd-xr22.

### Чланци
- "Forming divine bodies in the Hebrew Bible." Pages 171–94 in Life and Death: Social Perspectives on Biblical Bodies. Edited by Francesca Stavrakopoulou (T&T Clark, 2021).
- McClellan, Daniel O. (2020). "2 Nephi 25:23 in Literary and Rhetorical Context". Journal of Book of Mormon Studies. 29. Utha, USA: Journal of Book of Mormon Studies, 29, 20200401, McClellan, Daniel O. (2020). „2 Nephi 25:23 in Literary and Rhetorical Context”. Journal of Book of Mormon Studies. 1: 1—19. JSTOR 10.5406/jbookmormstud2.29.2020.0001. OCLC 9700686633.. JSTOR 10.5406/jbookmormstud2.29.2020.0001. OCLC 9700686633.
- "Religion and Description" Pages 106–13 in Method Today: Redescribing Approaches to the Study of Religion. Edited by Brad Stoddard (Equinox, 2018).
- Daniel Mcclellan (2018). „The Gods-Complaint: Psalm 82 as a Psalm of Complaint”. Journal of Biblical Literature. 137 (4): 833—51. doi:10.15699/jbl.1374.2018.452196..
- McClellan, Daniel (2017), "Cognitive Perspectives on Early Christology", Bible Interpretation, vol. 25, pp. 647–662.
- McClellan, Daniel. "The Angel of YHWH - TheTorah.com". www.thetorah.com. The Torah.com.
- "Names of God". Bible Odyssey.
- McClellan, Daniel (2019), "As Far as It Is Translated Correctly": Bible Translation and the Church", Religious Educator, vol. 20, Religious Studies Center, pp. 52–83.
- „Outreach: A Conversation with James E. Faulconer”. Religious Educator. 10 (3). 2009. · 2009. Religious Studies Center.
- "Ancient Studies: Research Update" in Review Magazine Fall 2009 Ancient Studies | Religious Studies Center.
- "The Use of the Old Testament in the New Testament" in New Testament History, Culture, and Society. Religious Studies Center.
- "Go Ye and Learn What That Meaneth", Covenant of Compassion". rsc.byu.edu. Religious Studies Center.
- "The Church of Jesus Christ in Kosrae" in Battlefields to Temple Grounds.